# شبکه کردستان
شبکهٔ کردستان یکی از شبکه‌های تلویزیونی صدا و سیمای جمهوری اسلامی ایران و زیرمجموعه صدا و سیمای کردستان است که در شهر سنندج فعالیت می‌کند. پخش برنامه‌های شبکه کردستان با کیفیت HD و فرمت HEVC از طریق فرستنده‌های زمینی از ۹ بهمن ۱۴۰۳ آغاز شده‌است.

## تاریخچه
شبکهٔ استانیِ سیمای مرکز کردستان در ۲۵ آذر ۱۳۸۰ با تولید و پخش ۵ ساعت برنامه در روز، با حضور و طرح و مدیریت اردشیر زابلی زاده به عنوان اولین مدیر این شبکه و باحضور دکتر لاریجانی و معاونت استانهای ایشان مهندس ضرغامی و جمعی از نخبگان بومی و قشرها و اصناف کرد و رزمندگان دوران دفاع مقدس افتتاح شد. در جشنواره تولیدات مراکز در سال ۱۳۹۶، شبکه کردستان به عنوان برترین شبکه استانی سیما انتخاب شد.

## فرکانس
این شبکهٔ استانی بر روی عربسَت "بدر 5" Frequency 12303 SR ۳۲۰۰۰ 5.3 FEC ۵/۶ با فرکانس فوق شبکهٔ استانی کرمانشاه (شبکهٔ زاگرس) و شبکه مهاباد هم قابل دریافت است. همچنین در ماهواره intelsat902با فرکانس (11002/V/۳۵۰۰)نیز قابل دریافت است.